# Goudbezie
Goudbezie (Engels: Goldberry) is een fictief persoon in J.R.R. Tolkiens boek In de Ban van de Ring - de Reisgenoten.
Samen met haar man Tom Bombadil leeft Goudbezie in het Oude Woud op de grens van Bokland, het oostelijkste gebied van de Gouw.
Haar afkomst is onbekend maar er zijn verschillende theorieën over:
- Ze zou een riviergeest zijn van de Wilgewinde, een zijrivier van de Baranduin. Dit soort natuurgeesten komen vaker voor in traditionele Engelse folklore.
- Ze zou net als Melian een maia zijn. Melian verleidde Elu Thingol, maar het eerste gedicht van De Avonturen van Tom Bombadil verhaalt over Goudbezies verovering door Tom Bombadil.
- Er zijn ook speculaties dat ze de vala Yavanna zou zijn maar dit is niet breed geaccepteerd.

De naam Goudbezie zou een Westron verbastering kunnen zijn van het Sindarijnse Golodh-bereth, wat in het Nederlands Bloemenkoningin betekent (Engels Flower Queen).